# فينلاي كالدر
فينلاي كالدر (بالإنجليزية: Finlay Calder)‏ هو لاعب اتحاد الرغبي بريطاني، ولد في 20 أغسطس 1957 في هادينغتون (لوثيان الشرقية) في المملكة المتحدة.

## وصلات خارجية
- فينلاي كالدر عل موقع إسبنسكروم (الإنجليزية)
- فينلاي كالدر قاعة قاعة إسكتلندا للمشاهير الرياضية (الإنجليزية)